# Ultimatum alla Terra
Ultimatum alla Terra (The Day the Earth Stood Still) è un film del 1951 diretto da Robert Wise.
È un film di fantascienza liberamente tratto dal racconto Addio al padrone (Farewell to the Master, 1940) di Harry Bates.

## Trama
Washington. Un disco volante atterra in un parco, e della folla, seppure spaventata, si accalca intorno, mentre sopraggiungono dei militari con mezzi corazzati. Dal disco esce un extraterrestre con sembianze umane di nome Klaatu, salutando e recando un piccolo dono ma un soldato, preso dal panico, gli spara. Sopraggiunge un gigantesco robot, di nome Gort, che disintegra in pochi secondi con il suo laser le armi nelle vicinanze. Klaatu viene portato in un ospedale, dove si riprende rapidamente grazie alla sua avanzata tecnologia aliena. Fisicamente, Klaatu appare come un uomo di circa quarant'anni, ma in realtà ne ha settantotto. Rivela al medico che il progresso della medicina nel suo mondo ha permesso alla sua gente di vivere fino a centotrent'anni. Nonostante il suo desiderio di parlare ai leader di tutte le nazioni, Klaatu scopre che l'umanità è troppo divisa dalle tensioni della Guerra Fredda per coordinare una conferenza globale. Inoltre, le persone sono spaventate dall'improvvisa comparsa di un abitante di un altro mondo, le cui intenzioni non sono chiare. Frustrato, Klaatu fugge dall'ospedale e assume un'identità umana con il nome falso "Mr. Carpenter". Si nasconde tra gli abitanti di Washington, affittando una stanza in una pensione, dove incontra la vedova Helen Benson e suo figlio Bobby. Ignari della sua vera identità, lo accolgono calorosamente.
Nel frattempo, la fuga di Klaatu mette in allarme lo stato americano, che lancia una caccia all'uomo per catturarlo. I giornali lo chiamano "L'Uomo Astrale", e i notiziari lo dipingono come un pericolo, invitando chiunque lo veda a contattare immediatamente le autorità. Tuttavia, Helen, Bobby e gli altri inquilini non mostrano alcuna paura, ma piuttosto curiosità riguardo al motivo della sua presenza. Durante il suo soggiorno, Klaatu stringe un legame con Bobby, che lo porta a visitare il cimitero di Arlington, dove è sepolto suo padre, morto in guerra nelle Filippine, e altri luoghi simbolici. Klaatu è affascinato da ciò che vede, comprendendo che molti hanno combattuto per proteggere la propria libertà e quella degli altri.
Il giorno seguente, Klaatu accompagna Bobby a casa del professor Barnhardt, uno scienziato di fama mondiale. Non trovandolo, Klaatu gli lascia un biglietto da visita, risolvendo un complesso problema matematico lasciato incompiuto sulla lavagna e chiedendo alla domestica di informare il professore al suo ritorno. Risolvendo l'equazione, Klaatu svela la chiave per i viaggi interstellari. Quella stessa sera, Klaatu torna a casa del professor Barnhardt, ammettendo di aver desiderato incontrarlo per porgli diverse domande. A differenza degli altri, bloccati dalla paura e dall'ignoranza, il professore si dimostra amichevole. Klaatu gli rivela che sono a conoscenza del fatto che l'umanità ha scoperto l'energia atomica e sta cercando di usarla a fini bellici. Rivela inoltre che la Terra sarà distrutta dalla "Confederazione Galattica", un'organizzazione per la tutela della pace, tramite un esercito di automi, se le potenze mondiali dovessero estendere la guerra agli altri pianeti in futuro.
Il professor Barnhardt sa che Klaatu non ha avuto modo di parlare con i rappresentanti del mondo, ma si impegna a riunire tutti gli scienziati delle nazioni per convincerli della gravità della situazione. Barnhardt chiede a Klaatu di fare una dimostrazione di forza prima dell'udienza, ma di renderla non distruttiva. Klaatu accetta e promette che lo farà entro due giorni. Il giorno stabilito, avviene un blackout globale: tutta l'energia elettrica del mondo viene interrotta, fermando ogni tipo di macchina, ad eccezione degli aerei in volo e degli ospedali, che continuano a ricevere energia. Il professor Barnhardt, osservando l'evento dalla finestra, è sorpreso dalla dimostrazione di potere di Klaatu. Nel frattempo, Klaatu e Helen restano chiusi in un ascensore, e l'alieno le svela la sua vera identità. Il blackout, che dura mezz'ora, convince l'umanità della serietà della situazione.
Grazie alle sue conoscenze, Barnhardt ottiene un'udienza per Klaatu con personalità di rilievo sulla Terra. Nel frattempo, Thomas, il fidanzato di Helen, sospettoso dello strano inquilino e di un diamante di origine sconosciuta trovato nella sua stanza, lo denuncia alla polizia nella speranza di una lauta ricompensa. Helen lo avverte che Klaatu non è una minaccia e che arrestarlo sarebbe un errore terribile, ma Thomas, accecato dall'avidità e dalla fama, non l'ascolta. Disgustata, Helen rompe il fidanzamento e corre in soccorso di Klaatu, aiutandolo a fuggire in taxi verso lo studio del professor Barnhardt. L'alieno è preoccupato da quello che potrebbe fare Gort se a lui dovesse accadere qualcosa, rivelando a Helen che nonostante le apparenze, Gort ha una potenza distruttiva così grande da spazzare via l'intera popolazione terrestre. Purtroppo durante la fuga, Klaatu viene ferito a morte. Gort, il robot, percepita la sua morte, entra in modalità "distruzione", ma Helen, avvertita da Klaatu, riesce a pronunciare in tempo la storica frase "Klaatu, Barada, Nikto!", impedendo la rappresaglia. Recuperato il corpo, Gort lo riporta in vita grazie alle apparecchiature del disco volante.
Ripresosi, Klaatu esce dalla sua astronave insieme a Helen e Gort. Tutti i rappresentanti del mondo si sono riuniti davanti al disco volante, e Klaatu lancia il suo "ultimatum alla Terra" prima di partire. Offre all'umanità la possibilità di unirsi a loro e vivere in pace, ma avverte che, se in futuro i terrestri dovessero scatenare guerre su altri pianeti, saranno annientati dall'esercito di robot come Gort. Prima di partire, Klaatu sorride a Helen, salutandola, e lei contraccambia.

## Produzione
Nel 1949 Julian Baustein, produttore della 20th Century Fox, aveva appena terminato la realizzazione de L'amante indiana, film sul conflitto fra la cultura anglosassone e quella dei nativi americani. Nella storia narrata da Bates in Farewell to the Master egli vede un potente veicolo di denuncia dell'ottusità del genere umano nel rifiutare prospettive di pace. Siamo a pochi anni dalla fine del conflitto mondiale e all'inizio della guerra fredda e la paura di un conflitto atomico era molto forte.
A elaborare la sceneggiatura fu incaricato Edmund H. North, proprio nel periodo in cui a Hollywood cominciava il maccartismo. L'atmosfera da caccia alle streghe filtra anche nelle pagine del copione. La fantascienza era un genere cinematografico emergente: nella primavera 1950 c'era stato il successo di Uomini sulla luna, ma questo soggetto aveva il vantaggio di essere tutto ambientato sul pianeta Terra e di prevedere pochi effetti speciali, con minori costi di realizzazione.
La navicella a forma di disco volante fu progettata da Lyle R. Wheeler e Addison Hehr. Le sue linee purissime e asettiche e la superficie argentata dovevano dare l'idea di una civiltà equilibrata e tecnologicamente molto avanzata. Nella realtà si trattava di una leggerissima intelaiatura di legno, vuota all'interno, rivestita di gesso, stucco e vernice argentata, che costò comunque circa 100.000 dollari, su un budget totale di 960.000. Gli effetti speciali furono ridotti al minimo: il raggio letale dei robot, realizzato con sequenze animate, la disintegrazione di un carro armato e alcuni soldati in una serie di dissolvenze dipinte.
Gort, il robot senza volto, fu interpretato da Lock Martin, allora maschera del teatro Grauman's Chinese Theatre di Hollywood (sede di numerose premiazioni Oscar), ingaggiato solo per la sua alta statura. Nonostante l'altezza, non aveva grande prestanza fisica e anche a causa dello scomodo costume indossato per ore, non riusciva a sostenere Patricia Neal fra le braccia. Pertanto fu necessario ricorrere a una gru per tenerla sollevata nei primi piani, mentre nei campi lunghi furono usati leggerissimi manichini con le sembianze di Rennie e della Neal.

## Colonna sonora
La colonna sonora è firmata dal celebre Bernard Herrmann, compositore di fiducia di Hitchcock e Welles. Bernard Herrmann sperimentò sonorità inedite per il cinema, usando violino, basso elettrico, quattro pianoforti, quattro arpe, una sezione di trenta fiati e soprattutto due Theremin, che danno al commento musicale del film un'atmosfera ermetica e "angosciosa".

## Distribuzione
Il film è stato presentato in anteprima negli Stati Uniti, a New York, il 18 settembre 1951, per essere poi distribuito nei cinema a partire dal 20 settembre successivo.
In Italia, il film è stato proiettato nelle sale cinematografiche a partire dal 20 marzo 1952. Il film è stato inoltre trasmesso dalla Rai durante la storica diretta dell'allunaggio il 20 luglio 1969, insieme ad altri film e spettacoli collegati alla luna e allo spazio.

## Accoglienza
Qualche anno dopo l'uscita del film, alcuni critici vollero vedere nel film un'allegoria cristiana facendo notare che Klaatu arriva dal cielo a parlare di pace; dà una dimostrazione dei suoi poteri sovrannaturali provocando un black out mondiale; si confonde fra la gente comune assumendo il nome di Carpenter (lett. "falegname"); viene tradito; viene ucciso dai soldati; impedisce al robot Gort di punire i suoi assassini; poi resuscita grazie all'intervento del robot Gort, il cui nome ha una certa assonanza col termine inglese God (lett. "Dio") e ascende al cielo dopo aver ammaestrato alcuni terrestri a portare un messaggio di pace al mondo intero. Il regista e il produttore ribadirono l'assoluta casualità di queste analogie, ma lo sceneggiatore ammise che erano volute, aggiungendo che comunque «per più di dieci anni non se ne accorse nessuno».
Considerato un classico del cinema di fantascienza, nel 1995 è stato scelto per essere conservato nel National Film Registry della Biblioteca del Congresso degli Stati Uniti.
Fantafilm descrive il film come un "Nobile esempio della fantascienza degli anni cinquanta, Ultimatum alla Terra è un film ricco di suggestioni e tematiche ancora attuali. La purezza e la razionalità dei visitatori sembrano ben esemplificate dalle linee essenziali, chiare e pulite del disco volante.".

## Opere derivate
- Nel 2008 la 20th Century Fox ha prodotto il remake Ultimatum alla Terra, diretto da Scott Derrickson e interpretato da Keanu Reeves, nella parte di Klaatu, e Jennifer Connelly, in quella di Helen.
- Sempre nel 2008 la casa di produzione statunitense The Asylum, ha prodotto il remake mockbuster a basso costo distribuito direct-to-video Il giorno in cui la Terra si fermò, per cavalcare il successo della pellicola prodotta nello stesso anno dalla 20th Century Fox.
- Nel 2021 è stato realizzato il cortometraggio Gort, diretto da Chris R. Notarile su sceneggiatura di Harry Bates e lo stesso Chris R. Notarile. Si tratta di un prequel fan-fiction del film Ultimatum alla Terra.[5][6]

## Klaatu barada nikto
Il personaggio di Gort è noto nella cultura di massa, anche per il comando che ne disattiva la modalità distruttiva del pianeta Terra. Nel primo film, tale frase, Klaatu barada nikto, viene pronunciata da Helen Benson (Patricia Neal), su istruzione di Klaatu (Michael Rennie), rivolta a Gort. La frase, in una presunta lingua aliena, viene pronunciata per la prima volta nel film Ultimatum alla Terra (The Day the Earth Stood Still, 1951) e nuovamente nel suo remake del 2008. La traduzione traduzione della frase non viene fornita in nessuno dei due film.
La Robot Hall of Fame descrive la frase come "uno dei comandi più famosi della fantascienza", mentre Frederick S. Clarke di Cinefantastique ne parla come della "frase più famosa mai detta da un alieno".
Dall'uscita del primo film la frase è entrata nell'immaginario collettivo, apparendo in molte altri opere, come Tron (1982), Il ritorno dello Jedi (1983) L'armata delle tenebre (1992), Toys - Giocattoli (1992) e Sonic 2 (2022).